# Bulltjärnen, Ångermanland
Bulltjärnen är en sjö i Strömsunds kommun i Ångermanland och ingår i Ångermanälvens huvudavrinningsområde. Sjön har en area på 0,102 kvadratkilometer och ligger 268,4 meter över havet.

## Delavrinningsområde
Bulltjärnen ingår i det delavrinningsområde (707531-151895) som SMHI kallar för Utloppet av Dragasjön. Medelhöjden är 283 meter över havet och ytan är 20,88 kvadratkilometer. Det finns inga avrinningsområden uppströms utan avrinningsområdet är högsta punkten. Dragasjöbäcken som avvattnar avrinningsområdet har biflödesordning 5, vilket innebär att vattnet flödar genom totalt 5 vattendrag innan det når havet efter 142 kilometer. Avrinningsområdet består mestadels av skog (66 procent) och sankmarker (18 procent). Avrinningsområdet har 1,8 kvadratkilometer vattenytor vilket ger det en sjöprocent på 8,6 procent.